# からだ元気科
『からだ元気科』（からだげんきか）は、1997年3月7日から2006年3月31日まで日本テレビ系列（NNN・NNS）で放送されていた日本テレビ報道局番組制作部による医療情報番組。字幕放送実施。CS放送のncn日本テレビケーブルニュース→NNN24→日テレNEWS24でも放送されていた。全436回。

## 概要
前番組『Oh!診』の内容を引き継ぐ形で放送開始。日本医師会・製薬メーカー各社の提供により、様々な診療科目の医療を扱った（内容によっては日本医師会の単独提供になることもあった）。番組は、最新医療トピック・視聴者からの質問コーナーの2つのパートから成り立っていたが、2004年10月以降は基本的に最新医療トピックのみとなり（原則として月1回が質問コーナーで、出演は豊田順子アナウンサー、ナレーションは若林健治アナウンサー）、出演アナウンサーも毎週交代となった。ナレーションは豊田によるものである。番組初期には森末慎二・雪野智世が元気リポーターを、せんだみつおがナレーションを担当するなど、医療情報番組的な要素も併せ持っていた。エンディングテーマは森山良子「ふわふわ」、戸田和雅子「PASSING」、大江千里「New Republic!」、ウルフルズ「かわいいひと（放送でのクレジット表記は無し）」。
番組は2006年3月31日をもって終了。これにより、『健康増進時代』から45年以上続いた日本医師会・製薬メーカー提供の医療情報番組シリーズは終止符を打った。なお、金曜日の同枠は2006年4月7日以降ローカルセールス扱いとなり、本番組の制作局日本テレビでは『ラジかるッ』（平日9:55 - 11:25）が放送された。

## 放送時間
- 金曜11:00 - 11:25

## レギュラー出演者
放送終了時点ではレギュラー出演者が固定されておらず、日本テレビアナウンサーが毎週交代で担当していた。
- 過去のレギュラー出演者
  - 古市幸子アナウンサー
  - 山本舞衣子アナウンサー（質問コーナー担当）
  - 長谷川憲司アナウンサー（質問コーナー担当）

## スタッフ
- プロデューサー：渡辺正人
- チーフプロデューサー：笹尾敬子（日本テレビ）
- 統括：高田和男（日本テレビ解説委員）
- 制作協力：スタッフラビ、えふぶんの壱
- 制作著作：日本テレビ

## 協賛製薬会社
- アステラス製薬（旧山之内製薬・藤沢薬品）
- エーザイ
- 大塚製薬
- 小野薬品工業
- キッセイ薬品
- キョーリン製薬（現在：キョーリン製薬グループ）
- 協和発酵（現在：協和発酵キリン）
- サトウ製薬
- 三共[注 2]（現在：第一三共）
- シオノギ製薬
- ゼネカ薬品（現在：アストラゼネカ）
- ゼリア新薬
- 第一製薬（現在：第一三共）
- 大正製薬
- 大日本住友製薬（旧大日本製薬）
- 武田薬品
- 田辺製薬（現在：田辺三菱製薬）
- 中外製薬
- ツムラ
- テルモ
- 日本ベーリンガーインゲルハイム
- 日本ヘキスト・マリオン・ルセル（現在：サノフィ）
- 日本ロシュ（現在：中外製薬）
- 萬有製薬（現在：MSD）
- 久光製薬
- ファイザー
- 明治製菓（現在：Meiji Seika ファルマ）

## 放送局
| 放送対象地域   | 放送局             | 系列                          | 備考           |
| -------------- | ------------------ | ----------------------------- | -------------- |
| 関東広域圏     | 日本テレビ         | 日本テレビ系列                | 制作局         |
| 北海道         | 札幌テレビ         | 日本テレビ系列                | 同時ネット     |
| 青森県         | 青森放送           | 日本テレビ系列                | 同時ネット     |
| 岩手県         | テレビ岩手         | 日本テレビ系列                | 同時ネット     |
| 宮城県         | ミヤギテレビ       | 日本テレビ系列                | 同時ネット     |
| 秋田県         | 秋田放送           | 日本テレビ系列                | 同時ネット     |
| 山形県         | 山形放送           | 日本テレビ系列                | 同時ネット     |
| 福島県         | 福島中央テレビ     | 日本テレビ系列                | 同時ネット     |
| 新潟県         | テレビ新潟         | 日本テレビ系列                | 同時ネット     |
| 長野県         | テレビ信州         | 日本テレビ系列                | 同時ネット     |
| 山梨県         | 山梨放送           | 日本テレビ系列                | 同時ネット     |
| 静岡県         | 静岡第一テレビ     | 日本テレビ系列                | 同時ネット     |
| 富山県         | 北日本放送         | 日本テレビ系列                | 同時ネット     |
| 石川県         | テレビ金沢         | 日本テレビ系列                | 同時ネット     |
| 福井県         | 福井放送           | 日本テレビ系列 テレビ朝日系列 | 同時ネット     |
| 中京広域圏     | 中京テレビ         | 日本テレビ系列                | 同時ネット     |
| 近畿広域圏     | よみうりテレビ     | 日本テレビ系列                | 同時ネット     |
| 鳥取県・島根県 | 日本海テレビ       | 日本テレビ系列                | 同時ネット     |
| 広島県         | 広島テレビ         | 日本テレビ系列                | 同時ネット     |
| 山口県         | 山口放送           | 日本テレビ系列                | 同時ネット     |
| 香川県・岡山県 | 西日本放送         | 日本テレビ系列                | 同時ネット     |
| 愛媛県         | 南海放送           | 日本テレビ系列                | 同時ネット     |
| 高知県         | 高知放送           | 日本テレビ系列                | 同時ネット     |
| 徳島県         | 四国放送           | 日本テレビ系列                | 同時ネット     |
| 福岡県         | 福岡放送           | 日本テレビ系列                | 同時ネット     |
| 長崎県         | 長崎国際テレビ     | 日本テレビ系列                | 同時ネット     |
| 熊本県         | くまもと県民テレビ | 日本テレビ系列                | 同時ネット     |
| 大分県         | 大分放送           | TBS系列                       | 1997年9月まで  |
| 大分県         | テレビ大分         | 日本テレビ系列 フジテレビ系列 | 1997年10月から |
| 宮崎県         | 宮崎放送           | TBS系列                       | 時差ネット     |
| 鹿児島県       | 鹿児島読売テレビ   | 日本テレビ系列                | 同時ネット     |
| 沖縄県         | 沖縄テレビ         | フジテレビ系列                | 同時ネット     |